# India ai Giochi della XXVIII Olimpiade
L'India partecipò ai Giochi della XXVIII Olimpiade, svoltisi ad Atene, Grecia, dal 13 al 29 agosto 2004, con una delegazione di 73 atleti impegnati in quattordici discipline.